# Dosarul Albumul
Dosarul Albumul a fost un dosar de corupție și spălare de bani din România.
În 1995, Viorel Hrebenciuc, fost secretar general al guvernului, adjunctul său, Mihai Ungheanu, și șeful Departamentului de Informații Publice, Dan Fruntelată, au încheiat un contract cu firma franceză Groupe Saintonge Editions pentru editarea albumului „Eterna și fascinanta Românie”.
Imediat după încheierea unui contract de sponsorizare cu Bancorex, firma franceză a primit în contul  unei bănci străine, în avans, suma de 1,5 milioane de dolari printr-o trată scontată și avalizată.
La data încheierii contractului și transmiterii tratei respective, firma franceză nu era înregistrată, motiv pentru care reprezentanții ei au fost cercetați penal de către autoritățile franceze pentru săvârșirea infracțiunii de spălare a banilor murdari.
Prin încălcarea legilor, la data de 7 noiembrie 1996, când Hrebenciuc nu mai era secretar general al guvernului (îi fusese acceptată demisia pe 2 septembrie) s-a semnat un act adițional de mărire a valorii contractului de către cei patru implicați în anchetă penală.
Așa se face că au mai fost transmise patru trate scontate și avalizate în intervalul 7-11 noiembrie 1996 pâna la nivelul sumei de 5,78 milioane dolari, cu toate ca până la acea dată nu se tiparise nici un exemplar din cele 98.000 comandate.
Omul de legătură în Franța a fost Adrian Costea, persoană care deținea atât cetățenie franceză cât și română.
Costea este cel care a încasat banii trimiși de Bancorex.
Fostul director Bancorex, Răzvan Temeșan a fost reținut, pe 9 decembrie 1999, de Parchetul Curții Supreme de Justiție, sub acuzația de abuz în serviciu dar a fost eliberat o lună mai târziu în 10 ianuarie 2000.
Alături de Temeșan au fost învinuiți și Viorel Hrebenciuc, Mihai Ungheanu și Nicolae Dan Fruntelată care au fost scoși de sub urmărire penală în decembrie 2000.

## Albumul
Albumul, care conține 513 fotografii, a fost redactat în limba franceză sub titlul „Eternelle et Fascinante Roumanie” și urma să fie tradus și în limbile germană, engleză, arabă, spaniolă, italiană, japoneză și română. Varianta în limba română se numește, în realitate, „Nemuritoarea și Fascinanta Românie". Contractul prevedea ca albumul să fie tipărit în 97.000 de exemplare, din care 1.333 numerotate și semnate de Adrian Costea. Albumele din această ediție specială, de protocol, urmau să fie prezentate într-o casetă elegantă, căptușită cu catifea, fiecare exemplar fiind însoțit de un soi de act de cancelarie medieval care să includă numele „destinatarului” și să fie parafat cu un sigiliu de ceară roșie. Până la expirarea contractului, în martie 1998, din cele 97.000 de albume contractate au fost executate doar 10.000, iar în România au ajuns doar 4.200 de exemplare.